# Василёк боровой
Василёк борово́й (лат. Centaurea pineticola)  — вид рода Василёк (Centaurea) семейства Астровые (Asteraceae).

## Ботаническое описание
Двулетнее травянистое растение высотой 30—65 см. Корень стержневой. Стебли прямостоячие, вверху шероховатые от мелких бугорков, паутинисто-опушенные. Нижние листья черешковые, перисто-рассечённые; срединные листья — сидячие; верхушечные — цельные, линейные. Обёртки 15—18 мм длиной и 10—14 мм шириной, яйцевидной формы. Листочки обёртки пленчатые, с тёмным пятном в основании. Соцветие — корзинка. Венчики светло-пурпурные, длиной 14—20 мм. Цветки желтовато-кремовые либо бледно-розовые. Цветёт в июне-июле. Плод — семянка длиной 3—3,5 мм.

## Экология и распространение
Произрастает на незадернованных песках. Известны находки в местах посадки сосны и дуба.
Эндемик России. Известно несколько участков ареала вида в Воронежской и Белгородской областях.

## Охранный статус
Занесён в Красные книги Воронежской и Белгородской областей. Ранее включался в Красную книгу России.
Основными причинами вымирания являются: узкая экологическая амплитуда, облесение песков, повреждение плодов насекомыми, конкуренция с псаммофитами и сорными видами при зарастании песков.